# Open de Nice Côte d’Azur
Open de Nice Côte d’Azur, známý také pod názvem Nice Open, byl profesionální tenisový turnaj mužů hraný ve francouzském Nice, ležícím na francouzské Riviéře. Na okruhu ATP World Tour  patřil v sezónách 2010–2016 do kategorie ATP World Tour 250. Probíhal v areálu Nice Lawn Tennis Club na otevřených antukových dvorcích.

## Historie
Open de Nice Côte d’Azur byl založen v roce 1971 a konal se v květnovém termínu. Odehrával se do roku 1995, kdy byl poprvé zrušen. K obnovení došlo v sezóně 2010, když v mužském kalendáři nahradil událost Interwetten Austrian Open Kitzbühel v rakouském alpském letovisku Kitzbühel. K druhému ukončení došlo po odehrání ročníku 2016. V kalendáři ATP World Tour 2017 jej pak v témže termínu nahradil lyonský Open Parc Auvergne-Rhône-Alpes Lyon.
V letech 1990–1995 nesl turnaj název Phillips Open a v období 1970–1989 byl součástí okruhu Grand Prix. Do soutěže dvouhry nastupovalo dvacet osm hráčů a čtyřhry se účastnilo šestnáct párů. Celková dotace v sezóně 2016 činila 520 070 eur. Po dvou singlových titulech si připsali bývalé světové jedničky Rumun Ilie Năstase, Švéd Björn Borg a také Francouz Henri Leconte a španělský antukář Nicolás Almagro. Český tenista Jan Kodeš se třikrát probojoval do finále, ze kterého odešel vždy poražen.
V roce 1988 proběhl jediný ročník ženského turnaje hraný v kategorii WTA Tier V, a to na tvrdém halovém povrchu. Ve dvouhře si titul přpsala Italka Sandra Cecchiniová po finálové výhře nad francouzskou hráčkou Nathalií Tauziatovou. 	

## Přehled názvů turnaje

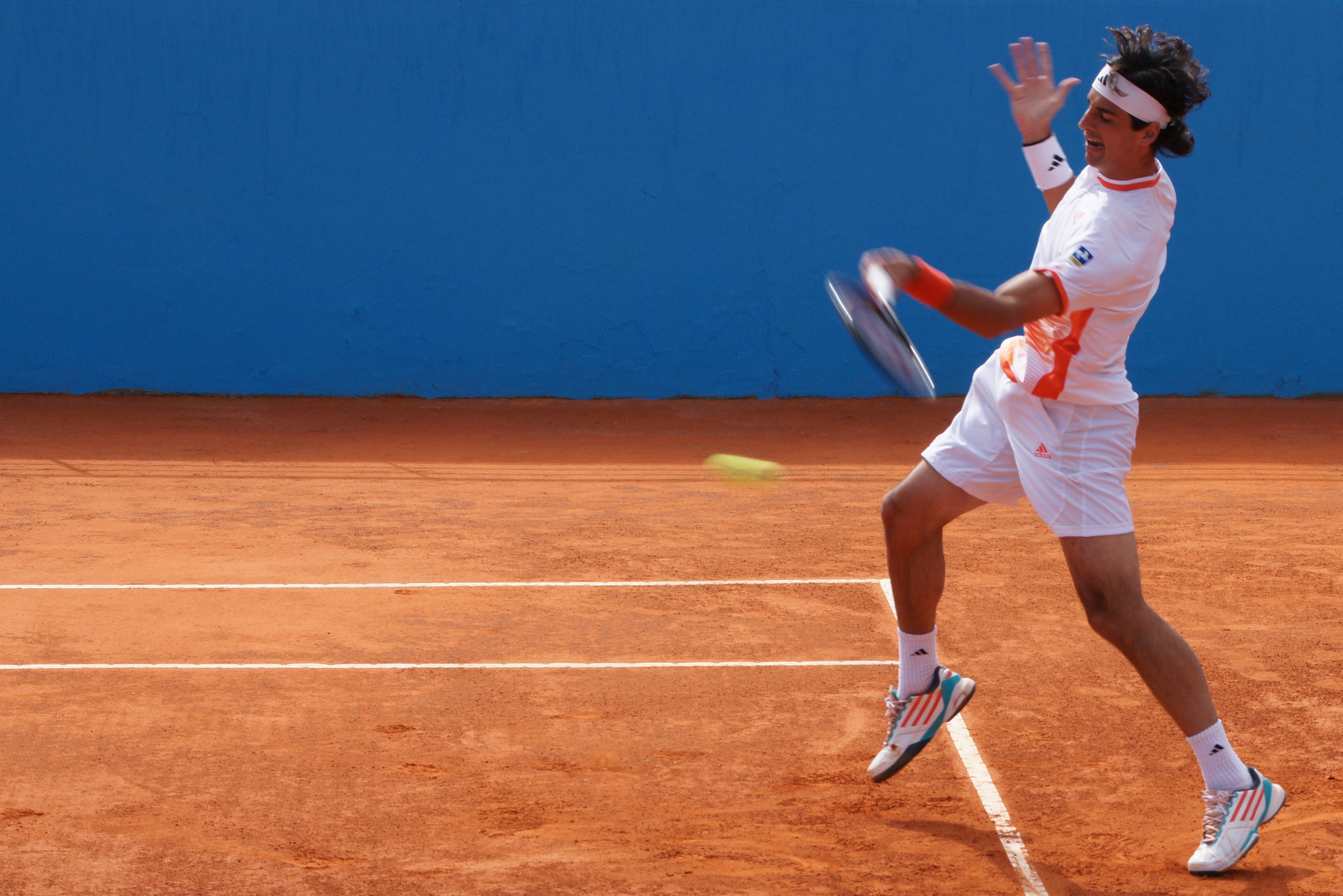
Thomaz Bellucci na turnaji v roce 2012

- 1971–1971: Nice International Championships
- 1973: Craven International Championships
- 1975–1977: Nice International Championships
- 1978: Montano-Snauwaert International Championships
- 1979–1980: Nice International Championships
- 1981: Donnay International Open
- 1982–1987: Nice International Championships
- 1988–1989: Swatch Open
- 1990–1995: Philips Open
- 2010–2016: Open de Nice Côte d'Azur

## Přehled finále

### Mužská dvouhra
| Rok  | vítěz               | finalista           | výsledek                  |
| ---- | ------------------- | ------------------- | ------------------------- |
| 2016 | Dominic Thiem       | Alexander Zverev    | 6–3, 3–6, 6–0             |
| 2015 | Dominic Thiem       | Leonardo Mayer      | 6–7(8–10), 7–5, 7–6(7–2)  |
| 2014 | Ernests Gulbis      | Federico Delbonis   | 6–1, 7–6(7–5)             |
| 2013 | Albert Montañés     | Gaël Monfils        | 6–0, 7–6(7–3)             |
| 2012 | Nicolás Almagro     | Brian Baker         | 6–3, 6–2                  |
| 2011 | Nicolás Almagro     | Victor Hănescu      | 6–7(5–7), 6–3, 6–3        |
| 2010 | Richard Gasquet     | Fernando Verdasco   | 6–3, 5–7, 7–6(7–5)        |
| 2009 | turnaj se nekonal   | turnaj se nekonal   | turnaj se nekonal         |
| 1996 | turnaj se nekonal   | turnaj se nekonal   | turnaj se nekonal         |
| 1995 | Marc Rosset         | Jevgenij Kafelnikov | 6–4, 6–0                  |
| 1994 | Alberto Berasategui | Jim Courier         | 6–4, 6–2                  |
| 1993 | Marc-Kevin Goellner | Ivan Lendl          | 1–6, 6–4, 6–2             |
| 1992 | Gabriel Markus      | Javier Sánchez      | 6–4, 6–4                  |
| 1991 | Martín Jaite        | Goran Prpić         | 3–6, 7–6, 6–3             |
| 1990 | Juan Aguilera       | Guy Forget          | 2–6, 6–3, 6–4             |
| 1989 | Andrej Česnokov     | Jérôme Potier       | 6–4, 6–4                  |
| 1988 | Henri Leconte       | Jérôme Potier       | 6–2, 6–2                  |
| 1987 | Kent Carlsson       | Emilio Sánchez      | 7–6, 6–3                  |
| 1986 | Emilio Sánchez      | Paul McNamee        | 6–1, 6–3                  |
| 1985 | Henri Leconte       | Víctor Pecci        | 6–4, 6–4                  |
| 1984 | Andrés Gómez        | Henrik Sundström    | 6–1, 6–4                  |
| 1983 | Henrik Sundström    | Manuel Orantes      | 7–5, 4–6, 6–3             |
| 1982 | Balázs Taróczy      | Yannick Noah        | 6–2, 3–6, 13–11           |
| 1981 | Yannick Noah        | Mario Martinez      | 6–4, 6–2                  |
| 1980 | Björn Borg          | Manuel Orantes      | 6–2, 6–0, 6–1             |
| 1979 | Víctor Pecci        | John Alexander      | 6–3, 6–2, 7–5             |
| 1978 | José Higueras       | Yannick Noah        | 6–3, 6–4, 6–4             |
| 1977 | Björn Borg          | Guillermo Vilas     | 6–4, 1–6, 6–2, 6–0        |
| 1976 | Corrado Barazzutti  | Jan Kodeš           | 6–2, 2–6, 5–7, 7–6, 8–6   |
| 1975 | Dick Crealy         | Iván Molina         | 7–6, 6–4, 6–3             |
| 1973 | Manuel Orantes      | Adriano Panatta     | 7–6, 5–7, 4–6, 7–6, 12–10 |
| 1972 | Ilie Năstase        | Jan Kodeš           | 6–0, 6–4, 6–3             |
| 1971 | Ilie Năstase        | Jan Kodeš           | 10–8, 11–9, 6–1           |

### Mužská čtyřhra
| Rok  | vítězové                            | finalisté                         | výsledek              |
| ---- | ----------------------------------- | --------------------------------- | --------------------- |
| 2016 | Juan Sebastián Cabal Robert Farah   | Mate Pavić Michael Venus          | 4–6, 6–4, [10–8]      |
| 2015 | Mate Pavić Michael Venus            | Jean-Julien Rojer Horia Tecău     | 7–6(7–4), 2–6, [10–8] |
| 2014 | Martin Kližan Philipp Oswald        | Rohan Bopanna Ajsám Kúreší        | 6–2, 6–0              |
| 2013 | Johan Brunström Raven Klaasen       | Juan Sebastián Cabal Robert Farah | 6–3, 6–2              |
| 2012 | Bob Bryan Mike Bryan                | Oliver Marach Filip Polášek       | 7–6(7–5), 6–3         |
| 2011 | Eric Butorac Jean-Julien Rojer      | Santiago González David Marrero   | 6–3, 6–4              |
| 2010 | Marcelo Melo Bruno Soares           | Rohan Bopanna Ajsám Kúreší        | 1–6, 6–3, [10–5]      |
| 2009 | turnaj se nekonal                   | turnaj se nekonal                 | turnaj se nekonal     |
| 1996 | turnaj se nekonal                   | turnaj se nekonal                 | turnaj se nekonal     |
| 1995 | Cyril Suk Daniel Vacek              | Luke Jensen David Wheaton         | 3–6, 7–6, 7–6         |
| 1994 | Javier Sánchez Mark Woodforde       | Hendrik Jan Davids Piet Norval    | 7–5, 6–3              |
| 1993 | David Macpherson Laurie Warder      | Shelby Cannon Scott Melville      | 3–4skreč              |
| 1992 | Patrick Galbraith Scott Melville    | Pieter Aldrich Danie Visser       | 6–1, 3–6, 6–4         |
| 1991 | Rikard Bergh Jan Gunnarsson         | Vojtěch Flégl Nicklas Utgren      | 6–4, 4–6, 6–3         |
| 1990 | Alberto Mancini Yannick Noah        | Marcelo Filippini Horst Skoff     | 6–4, 7–6              |
| 1989 | Ricki Osterthun Udo Riglewski       | Heinz Günthardt Balázs Taróczy    | 7–6, 6–7, 6–1         |
| 1988 | Henri Leconte Guy Forget            | Heinz Günthardt Diego Nargiso     | 4–6, 6–3, 6–4         |
| 1987 | Emilio Sánchez Sergio Casal         | Claudio Mezzadri Gianni Ocleppo   | 6–4, 6–3              |
| 1986 | Jakob Hlasek Pavel Složil           | Gary Donnelly Colin Dowdeswell    | 6–3, 4–6, 11–9        |
| 1985 | Claudio Panatta Pavel Složil        | Loïc Courteau Guy Forget          | 3–6, 6–3, 8–6         |
| 1984 | Jan Gunnarsson Michael Mortensen    | Hans Gildemeister Andrés Gómez    | 6–1, 7–5              |
| 1983 | Bernard Boileau Libor Pimek         | Bernard Fritz Jean-Louis Haillet  | 6–3, 6–4              |
| 1982 | Henri Leconte Yannick Noah          | Paul McNamee Balázs Taróczy       | 5–7, 6–4, 6–3         |
| 1981 | Yannick Noah Pascal Portes          | Chris Lewis Pavel Složil          | 4–6, 6–3, 6–4         |
| 1980 | Chris Delaney Kim Warwick           | Stanislav Birner Jiří Hřebec      | 6–4, 6–0              |
| 1979 | Paul McNamee Peter McNamara         | Pavel Složil Tomáš Šmíd           | 6–1, 3–6, 6–2         |
| 1978 | Patrice Dominguez François Jauffret | Jan Kodeš Tomáš Šmíd              | 6–4, 6–0              |
| 1977 | Ion Țiriac Guillermo Vilas          | Chris Kachel Chris Lewis          | 6–4, 6–1              |
| 1976 | Patrice Dominguez François Jauffret | Wojciech Fibak Karl Meiler        | 6–4, 3–6, 6–3         |
| 1972 | Jan Kodeš Stan Smith                | Frew McMillan Ilie Năstase        | 6–3, 3–6, 7–5         |
| 1971 | Ilie Năstase Ion Țiriac             | Pierre Barthes Francois JaufFret  | 6–3 6–3               |

### Ženská dvouhra
| Rok  | vítězka            | finalistka          | výsledek |
| ---- | ------------------ | ------------------- | -------- |
| 1988 | Sandra Cecchiniová | Nathalie Tauziatová | 7–4, 6–4 |

### Ženská čtyřhra
| Rok  | vítězky                                 | finalistky                                | výsledek      |
| ---- | --------------------------------------- | ----------------------------------------- | ------------- |
| 1988 | Catherine Suireová Catherine Tanvierová | Isabelle Demongeotová Nathalie Tauziatová | 6–4, 4–6, 6–2 |

## Galerie

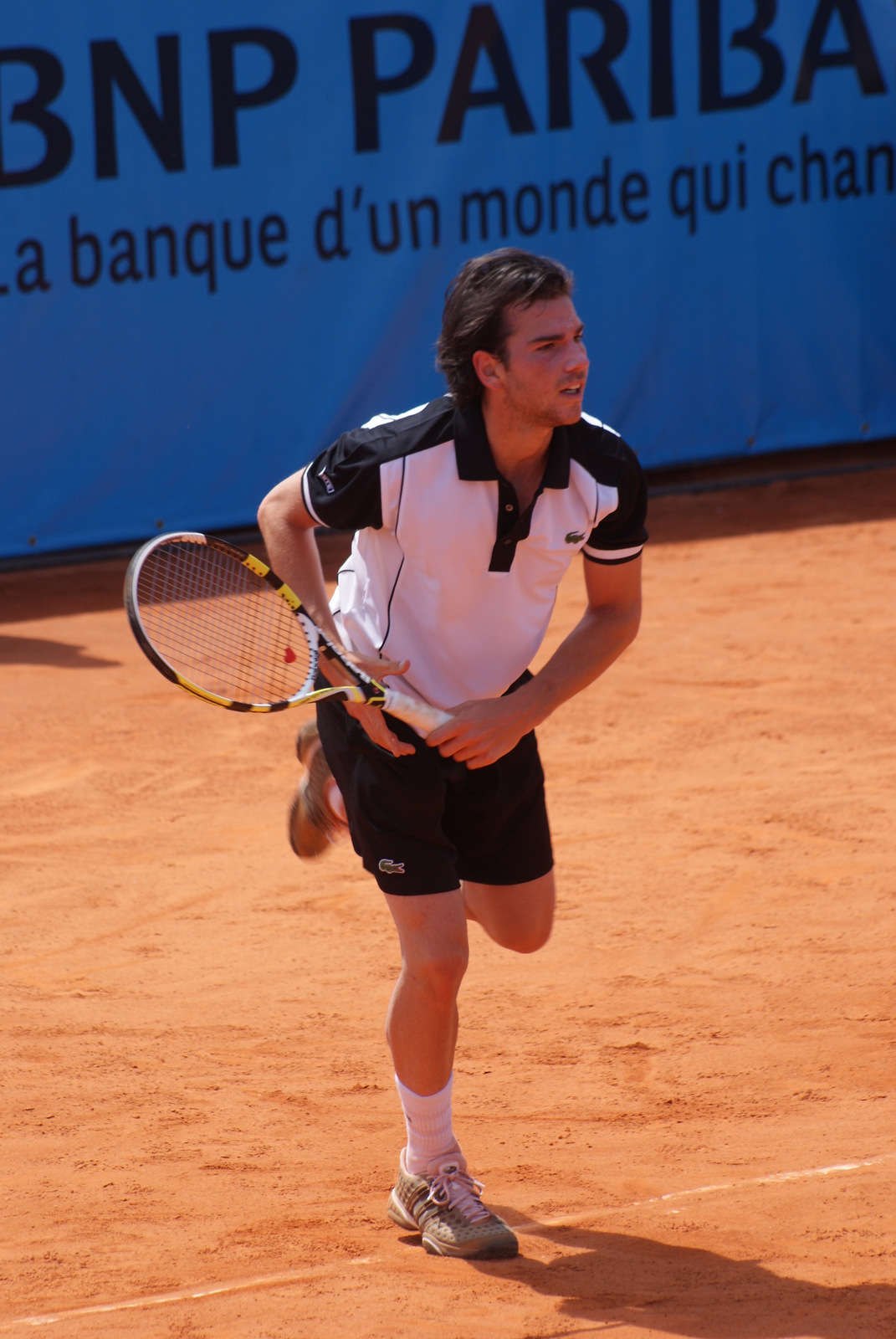
Adrian Mannarino, 2010
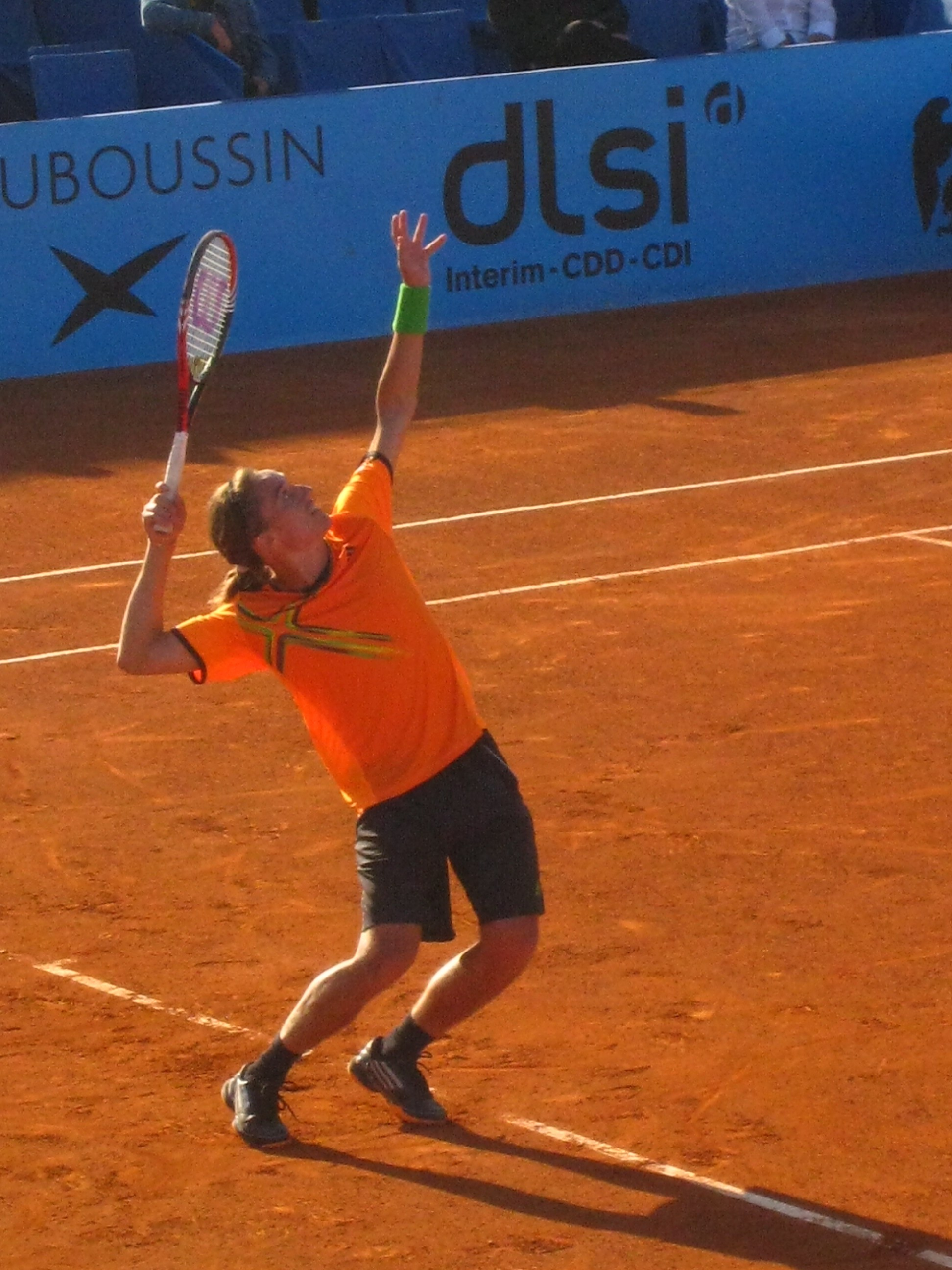
Alexandr Dolgopolov, 2011
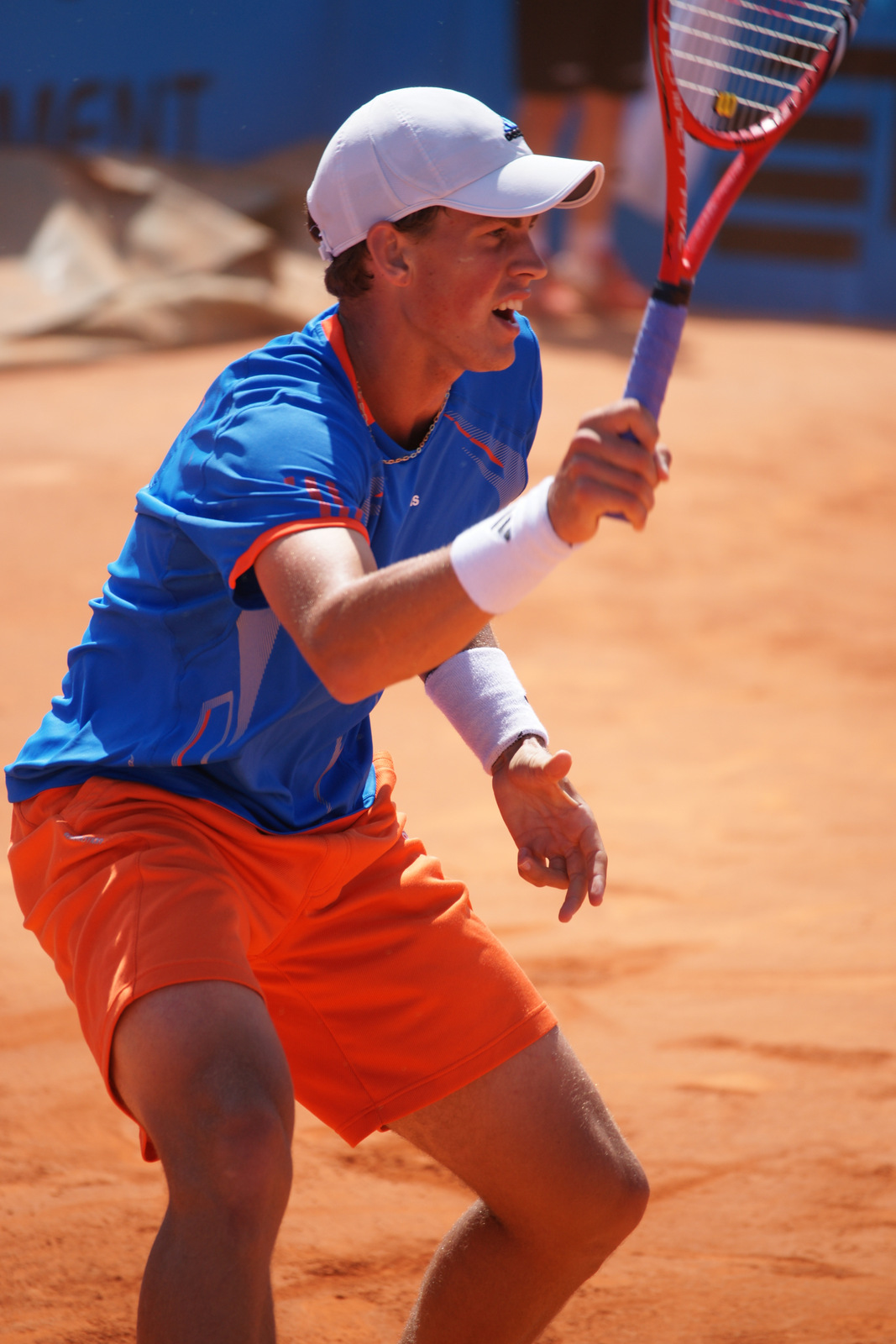
Vasek Pospisil, 2012
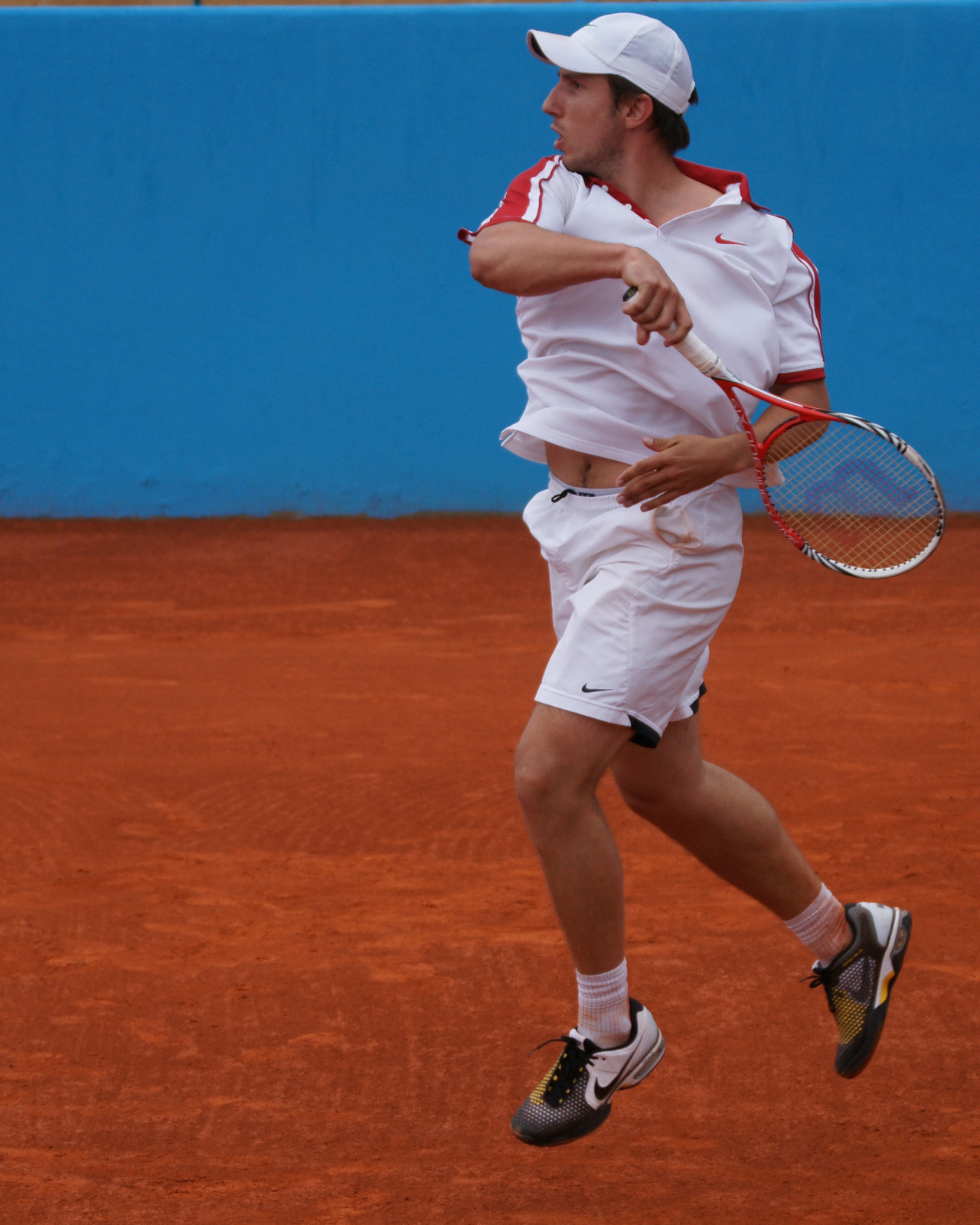
Igor Sijsling, 2012
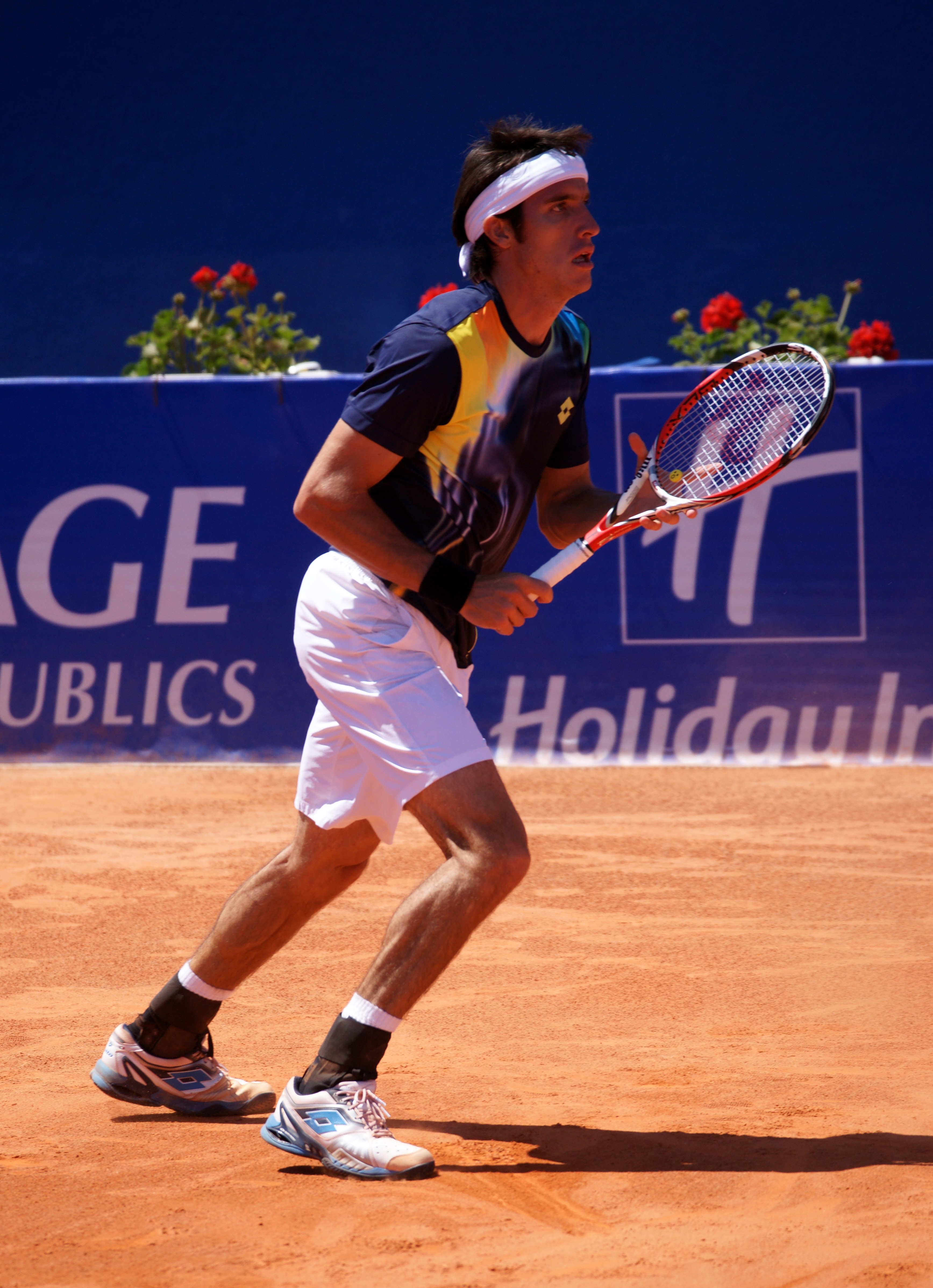
Leonardo Mayer, 2014
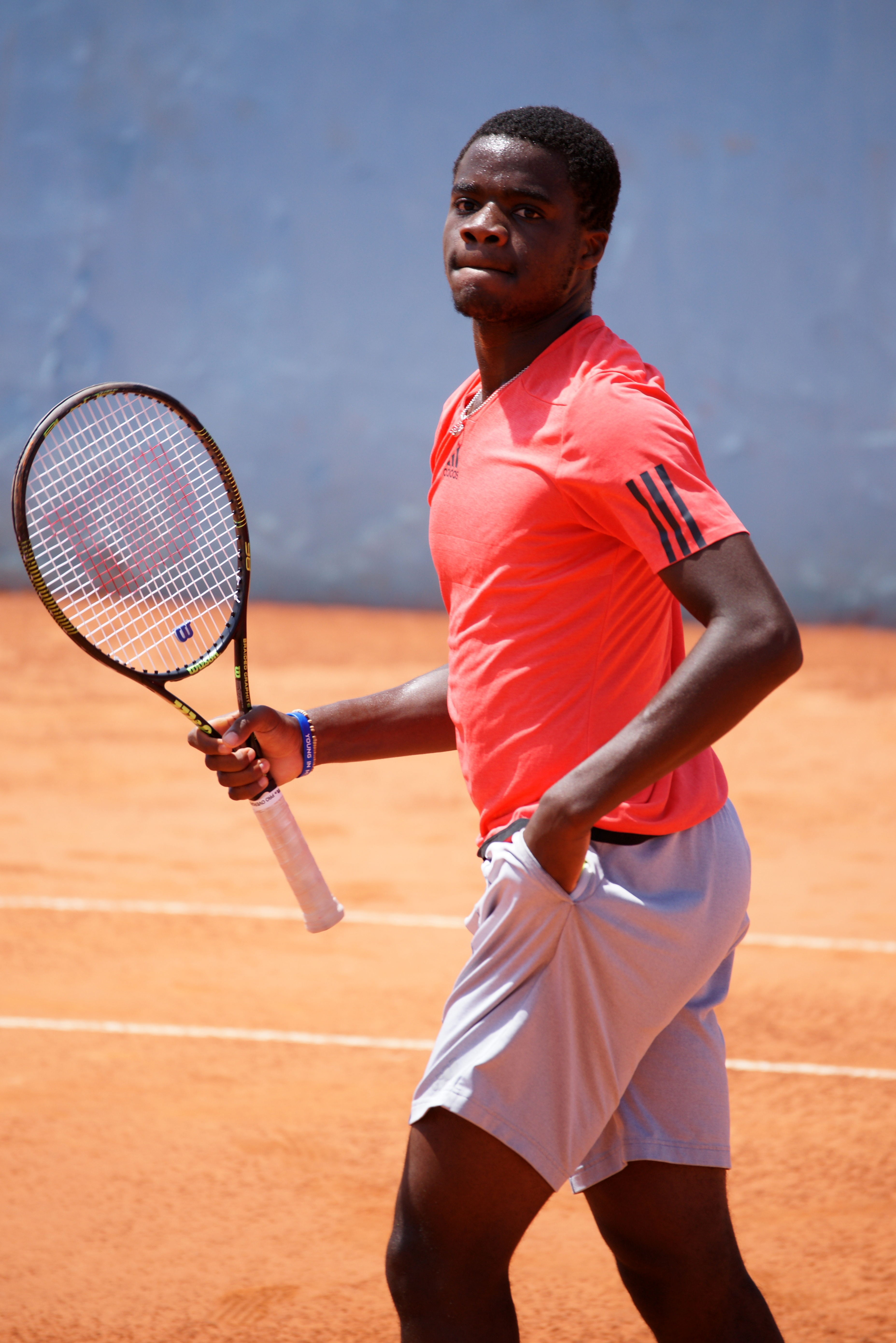
Frances Tiafoe, 2015
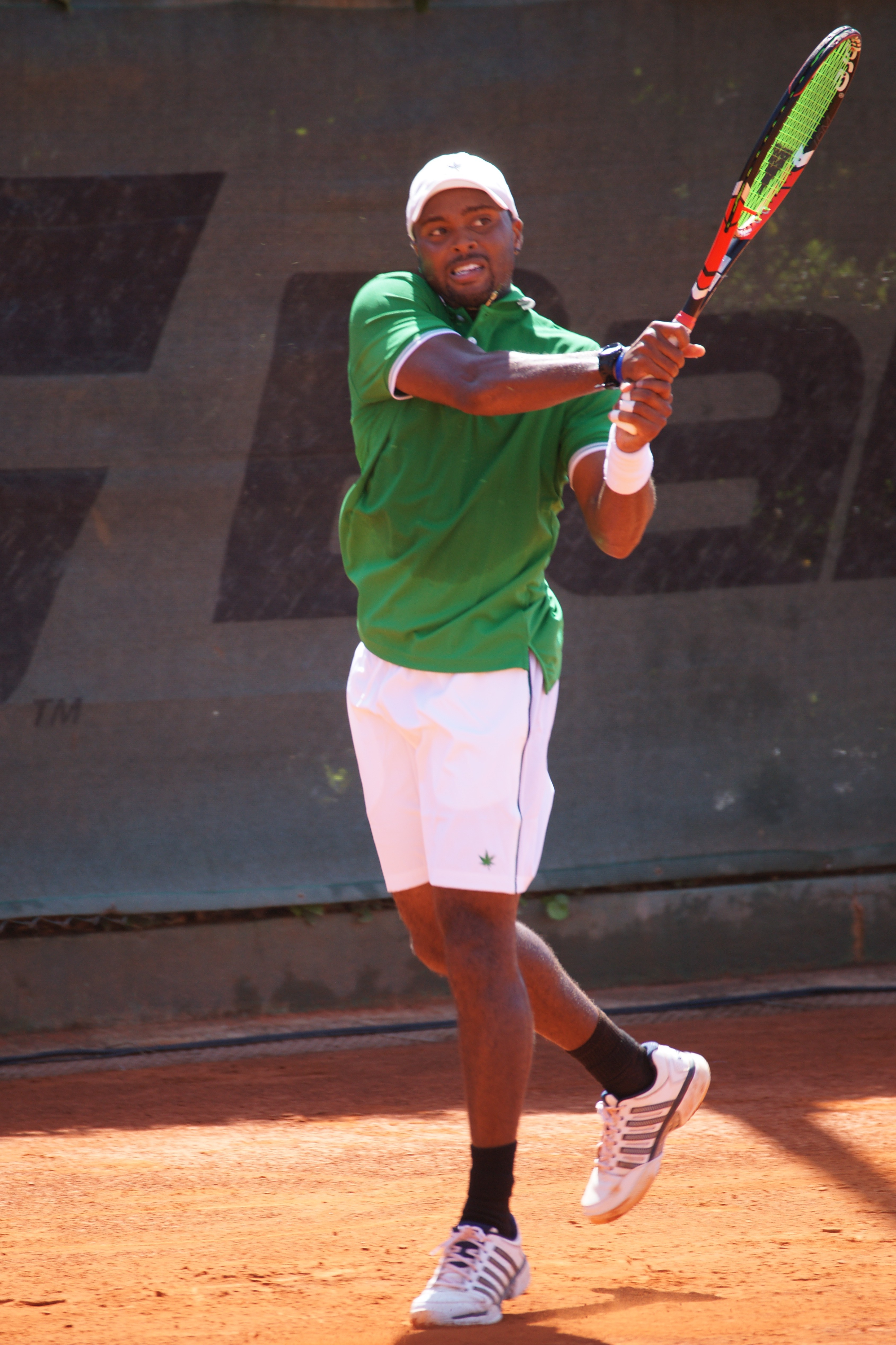
Donald Young, 2016